# Plectris lanata
Plectris lanata är en skalbaggsart som beskrevs av Frey 1964. Plectris lanata ingår i släktet Plectris och familjen Melolonthidae. Inga underarter finns listade i Catalogue of Life.